# Michel Gros
Pour les articles homonymes, voir Gros.
Pour le fruit, voir Gros Michel.
Michel Gros, né en 1942, est un ancien coureur cycliste élite. Il est essentiellement connu d'une part pour avoir été directeur sportif et d'autre part, par son activité d'agent de coureurs cyclistes exercée à compter de 2003.

## Biographie
Originaire de Lyon, il est coureur indépendant dans les années 1960. Il a longtemps dirigé le club cycliste de Vaulx-en-Velin (de 1982 à 1994),, avant que Bruno Roussel ne fasse appel à lui. De 1995 et 1999, il est donc directeur sportif adjoint de l'équipe cycliste Festina. Il devient ensuite le patron de l'équipe cycliste Jean Delatour ; il le reste jusqu'en 2002.
Il est à partir de 2003, agent de coureurs cyclistes, perçu comme faisant « partie des agents qui comptent dans le peloton ». En juillet 2013, il est le seul agent français à détenir à la fois la licence UCI et la licence française relative à la loi sur les agents sportifs de 2011,. En avril 2009, Michel Gros déclarait gérer quatre-vingt contrats de cyclistes professionnels dont Christophe Moreau, Cyril Dessel, Maxime Bouet ou encore Nicolas Roche.
Son petit-fils Logan est coureur cycliste chez les amateurs.

## Palmarès
- 1961
  - 2e du Grand Prix de Vougy
- 1963
  - 3e du championnat de France militaires sur route